# Seán MacBride
Seán MacBride, född 26 januari 1904 i Paris, död 15 januari 1988 i Dublin, var en irländsk jurist, politiker och nobelpristagare som år 1946 grundade det republikanska partiet Clann na Poblachta. 

## Biografi
MacBride hade en våldsam start i livet. Hans far dödades i den irländska kampen för frigörelse från Storbritannien, och han var bara 13 år när han gick med i IRA. Han deltog i de avslutande striderna med britterna innan den irländska republiken grundades 1921 och i inbördeskriget som följde 1922–1923. På 1930-talet bröt han med IRA och försvarade som jurist IRA-fångar i irländska fängelser som hade dömts till döden.
MacBride var Irlands utrikesminister 1948–1951 samt en av grundarna av Amnesty International och ordförande i samma organisation 1970–1973. Han hade också poster i OEEC och spelade en ledande roll i inrättandet av Europarådet, bland annat i utarbetandet av den europeiska konventionen om de mänskliga rättigheterna från 1950. Han var också FN:s särskilda sändebud i Namibia 1973–1976 samt biträdande generalsekreterare i FN.
År 1974 tilldelades han Nobels fredspris för sina insatser för de mänskliga rättigheterna.